# Metrernis
Metrernis is een geslacht van vlinders van de familie bladrollers (Tortricidae), uit de onderfamilie Tortricinae.

## Soorten
- M. ochrolina Meyrick, 1906
- M. tencatei Diakonoff, 1957